# Semiothisa crumenata
Semiothisa crumenata là một loài bướm đêm trong họ Geometridae.